# Internet taktylny
Internet taktylny (ang. Tactile Internet) – sieć internetowa charakteryzującą się małymi opóźnieniami, wyjątkowo krótkim czasem przesyłu, wysoką dostępnością, niezawodnością i wysokim poziomem bezpieczeństwa – przekazująca i odczytująca informacje dotykiem. Termin ten został zdefiniowany przez Międzynarodowy Związek Telekomunikacyjny (ITU)  w sierpniu 2014 r.

## Koncepcja działania

### Zdefiniowanie funkcjonalności
Po raz pierwszy określenie internet taktylny użył w 2012 profesor komunikacji Gerhard Fettweis z Politechniki w Dreźnie, opisując jego funkcjonalność i zastosowania: W ten sposób możesz na przykład zdalnie złapać spadający przedmiot lub sterować z połączonym samochodem na skrzyżowaniu. Jeśli zapewniasz haptyczną informację zwrotną, możesz również poczuć reakcję, która wydaje się natychmiastowa. Internet dotykowy będzie używany w takich dziedzinach, jak automatyzacja, edukacja, rozrywka, gry, rolnictwo, opieka zdrowotna i transport przemysłowy. Umożliwi to także ludziom zdalne sterowanie robotami w czasie rzeczywistym
Technika internetu taktylnego opiera się na wielodostępnym przetwarzaniu brzegowym w chmurze (ang. Multi-access edge computing - MEC) z wykorzystaniem wirtualnej lub rzeczywistości rozszerzonej do sterowania sensorycznego i wyczuwalnego. W założeniu jest to nowy wymiar interakcji człowiek-maszyna, zapewniając niskie opóźnienie wystarczające do zbudowania interaktywnych systemów w czasie rzeczywistym.
Nowa technika została zaprojektowana do działania w dotykowym środowisku wirtualnym na odległość prawie 150 km w czasie mniejszym niż milisekunda. Tak krótki czas reakcji transakcji ma dodatkową zaletę w postaci zwiększenia bezpieczeństwa. Uwierzytelnienie jest zapewniane przez powiązaną fizyczną transmisję i wykorzystanie biometrycznych systemów dotykowych zwanych „nieklonowanymi funkcjami fizycznymi”.

### Zastosowania
Internet taktylny ma umożliwić szybką interakcję z odległymi osobami i systemami dostępnymi informatycznie, utrzymując czas reakcji rzędu milisekund. Dzięki tym właściwościom może znaleźć zastosowanie w takich dziedzinach jak automatyka przemysłowa, systemy transportowe, zdrowie, edukacja i poważne gry, jak np.:
- symulacja ruchu, symulatory jazdy,
- zdalna diagnostyka medyczna,
- telechirurgia,
- pomoc osobom niepełnosprawnym fizycznie,
- zdalne kontrolowanie i sterowanie egzoszkieletami,
- zdalne sterowane roboty wspomagające ruch samochodowy w trudnych warunkach,
- implanty mózgowe,
- aplikacje wirtualnej rzeczywistości;

### Architektura i komponenty
Architektura internetu taktylnego składa się z trzech odrębnych domen:
- domena główna - złożona z człowieka (operatora) i interfejsu systemu ludzkiego (HSI), który jest urządzeniem haptycznym (robotem głównym) przekształcającym dane wejściowe na taktylne za pomocą różnych technik kodowania taktylnego, a urządzenie haptyczne (np. sensor taktylny) umożliwia operatorowi dotykanie, odczuwanie i manipulowanie obiektami w środowisku rzeczywistym i wirtualnym oraz kontrolowanie operacji,
- domena sterowania - złożona jest z teleoperatora (sterowanego robota) bezpośrednio kontrolowanego przez domenę główną za pomocą sygnałów sterujących, przy czym teleoperator steruje obiektami w odległym środowisku, a energia jest wymieniana między domeną główną a domeną sterowania za pośrednictwem sygnałów sterujących i sprzężenia zwrotnego, zamykając tym samym globalną pętlę sterowania,
- domena sieciowa - jest nośnikiem dwustronnej komunikacji między domeną główną a domeną sterowania, kinestetycznie łącząc człowieka ze zdalnym środowiskiem, i w idealnym przypadku operator powinien być całkowicie "zespolony" ze zdalnym środowiskiem[1] .